# کلارکریدج (آرکانزاس)
کلارکریدج (به انگلیسی: Clarkridge) یک منطقهٔ مسکونی در ایالات متحده آمریکا است که در شهرستان بکستر، آرکانزاس واقع شده‌است. کلارکریدج ۲۶۵ متر بالاتر از سطح دریا واقع شده‌است.